# Централен съвет по измерванията
Централният съвет по измерванията (съкратено ЦСИ) е бивше държавно учреждение към Министерството на войната на България, натоварено с топографските и геодезическите измервания в периода 1933 – 1951 г.

## Учредяване
Учреден е с чл. 1 от Закона за Централния съвет по измерванията в България. Законът е приет от Народното събрание по внесения от министъра на войната проект на 14 декември 1932 г. и е обнародван с Височайши указ № 23 в „Държавен вестник“, брой 246 от 2 февруари 1933 г.
Определената от закона задача на ЦСИ е „да ръководи измерителното дело в страната за постигане на съгласуване, единство и икономия“.
Съгласно чл. 2 от закона ЦСИ определя размера на измерителните работи, предприемани от министерствата, в зависимост от нуждата да се услужи на повече участващи в измерванията ведомства.

## Състав
Централният съвет по измерванията се състои от:
- главния директор на Географския институт;
- по 1 компетентен представител на всяко министерство (без такива от Министерството на външните работи и изповеданията и Министерството на правосъдието);
- 1 представител на Националния комитет по геодезия и геофизика[2];
- 1 представител на Инженерно-архитектурното дружество;
- 1 представител на Университета.

## Функции
Централният съвет има следните функции:
- съгласува нуждите на министерствата, за да се избегнат излишни разходи от повторни или недостатъчно точни измервания в една и съща област;
- установява норми и издава наредби за методите, средствата, точността и др., с които се извършват разните видове измервания, за да бъдат те поставени на здрава, научна и практическа основа и да се използват от други служби, а когато е възможно – и за целите на кадастъра;
- преценява и регистрира всички съществуващи измервания, за да се използват от разните служби и бъдещия кадастър;
- държи сметка за инвентара от геодезически и други измерителни инструменти и го разпределя за използване между разните служби, за да се избегне, по възможност, закупуването на нов такъв, когато в другите служби има свободен.

Съветът има редовни събрания през март и декември и извънредни – според нуждите и по исканията на някои служби.
Ежегодно, по покана на бюрото на ЦСИ, представителите на министерствата представят писмени изложения за извършените през изтеклата година измервания и за възнамеряваните такива за предстоящата година. Тези изложения се разглеждат от съвета, който установява общия план на измерителните работи за предстоящия сезон. Съставеният доклад от резултатите от извършените работи и проектите за работите през следващата година се представят чрез министъра на войната за одобрение от 'Министерския съвет.
Централният съвет издава годишник, в който се публикуват и наредбите относно методите за извършване на измерванията, допустимите грешки и др. Канцеларската работа на ЦСИ се извършва от длъжностни лица на Географския институт и в негово помещение.
Одобреният от Министерския съвет Правилник за прилагане на Закона за Централния съвет по измерванията в България е обнародван в „Държавен вестник“, брой 131 от 16 юни 1936 г.

## Отмяна
Законът за Централния съвет по измерванията в България е отменен по силата на Закона за отменяване на всички закони, издадени преди 09.09.1944 г. (обн. в Известия на Президиума на Народното събрание, бр. 93 от 20 ноември 1951 г.).